# Blennodia
Blennodia là chi thực vật có hoa trong họ Cải.